# 微毛山矾
微毛山矾（学名：Symplocos wikstroemiifolia）为山矾科山矾属下的一个种。

## 扩展阅读
- 維基物種上的相關：微毛山矾